# Église Saint-Martin-de-Mairy de Mairy-Mainville
L'église Saint-Martin-de-Mairy est une église catholique située à Mairy-Mainville, en France.

## Localisation
L'église est située dans le département français de Meurthe-et-Moselle, sur la commune de Mairy-Mainville.

## Historique
Sa construction principale de style roman (école Tréviroise Lorraine) s'étale du XIe siècle au XVIe siècle. Un bas relief romain du IIIe siècle se situe au pied du clocher.
Les principales particularités sont :
- Tour clocher construite  à la limite du XIe au XIIe siècle, exhaussée au milieu du XIIe siècle,
- Nef construite 2e quart XIIe siècle,
- Choeur du milieu du XIIe siècle,
- Travée des bas-côtés voûtée au XIIIe siècle.

L'église est ensuite restaurée au XVIIIe siècle avec la construction des sacristies, le remaniement et la surélévation du toit et de la nef, le percement des baies du chœur, sauf pour la fenêtre axiale, et celles des bas-côtés. L'édifice porte les dates 1701, 1736 et 1742.
L'ensemble est restauré dans son état originel au milieu du XXe siècle. Un ossuaire construit au XVIe siècle devant les deux premières travées du bas-côté sud et quelques éléments défensifs complètent l'ensemble.
L'édifice, y compris l'ossuaire-porche Renaissance, est classé au titre des monuments historiques par arrêté du 24 septembre 1990.